# La Costa (Erinyà)
La Costa és un indret del terme municipal de Conca de Dalt, a l'antic terme de Toralla i Serradell, al Pallars Jussà, en territori del poble d'Erinyà.
Està situada al sud-est d'Erinyà, a la dreta del riu de Serradell, al sud-oest de l'Acampador i al sud-est de la Torroella. És el vessant nord-oriental de la muntanya de Saviner